# Capitoliumi farkas
A capitoliumi farkas  egy 0,75 méter magas bronzszobor, amely egy szoptatós nőstényfarkast ábrázolt. A szobor eredetileg a Laterán előtti téren állt, erről már a 10. században említést tettek források. 1471-ben került mai helyére, a római Palazzo dei Conservatori antik múzeumába.

## Története
A szobor stílusa alapján az i. e. 5. században keletkezhetett Közép-Itáliában, esetleg Etruriában, a szobornál alkalmazott öntéstechnológia azonban középkori. Edilberto Formigli restaurátor szerint a szobrot a középkorban öntötték egy ókorból megmaradt öntőformával. A szobor alatt látható két gyermekalak (Romulus és Remus) eredetileg nem tartozott a szoborhoz, csupán a reneszánsz korban készült (Antonio del Pollaiolo műve), ekkor helyezték a farkas alá őket, utalva a Róma alapításáról szóló mondára. A szoborról több másolat készült, amelyeket a világ számos városában felállítottak.